# Women’s Monobob World Series 2021/2022
Women’s Monobob World Series 2021/2022 – 2. sezon Women’s Monobob World Series. Zmagania rozpoczęły się 7 listopada 2021 roku w kanadyjskim Whistler, a zakończyły się 15 stycznia 2022 roku w szwajcarkim Sankt Moritz.

## Kalendarz i wyniki
| Lp. | Data                   | Miejscowość  | 1. miejsce          | 2. miejsce          | 3. miejsce                 |
| --- | ---------------------- | ------------ | ------------------- | ------------------- | -------------------------- |
| 1.  | 7 – 9 listopada 2021   | Whistler     | Alysia Rissling     | Brittany Reinbolt   | Jazmine Fenlator-Victorian |
| 1.  | 7 – 9 listopada 2021   | Whistler     | Alysia Rissling     | Brittany Reinbolt   | Bianca Ribi                |
| 1.  | 7 – 9 listopada 2021   | Whistler     | Alysia Rissling     | Bianca Ribi         | Brittany Reinbolt          |
| 2.  | 11 – 12 listopada 2021 | Lillehammer  | Stephanie Schneider | Karlien Sleper      | Viktória Čerňanská         |
| 2.  | 11 – 12 listopada 2021 | Lillehammer  | Stephanie Schneider | Karlien Sleper      | Lisa Buckwitz              |
| 3.  | 20 listopada 2021      | Igls         | Elana Meyers-Taylor | Kaillie Humphries   | Laura Nolte                |
| 4.  | 23 – 24 listopada 2021 | Park City    | Alysia Rissling     | Brittany Reinbolt   | Nicole Vogt                |
| 4.  | 23 – 24 listopada 2021 | Park City    | Alysia Rissling     | Brittany Reinbolt   | Bianca Ribi                |
| 5.  | 26 listopada 2021      | Altenberg    | Lisa Buckwitz       | Viktória Čerňanská  | Alena Osipenko             |
| 6.  | 27 listopada 2021      | Igls         | Elana Meyers-Taylor | Laura Nolte         | Breeana Walker             |
| 7.  | 3 grudnia 2021         | Winterberg   | Breeana Walker      | Lisa Buckwitz       | Margot Boch                |
| 8.  | 4 grudnia 2021         | Altenberg    | Kaillie Humphries   | Cynthia Appiah      | Laura Nolte                |
| 9.  | 11 grudnia 2021        | Sigulda      | Kim Yoo-ran         | Viktória Čerňanská  | Georgeta Popescu           |
| 10. | 11 grudnia 2021        | Winterberg   | Elana Meyers-Taylor | Breeana Walker      | Cynthia Appiah             |
| 11. | 13 – 15 grudnia 2021   | Lake Placid  | Alysia Rissling     | Ashleigh Werner     | Bianca Ribi                |
| 11. | 13 – 15 grudnia 2021   | Lake Placid  | Alysia Rissling     | Ashleigh Werner     | Jazmine Fenlator-Victorian |
| 11. | 13 – 15 grudnia 2021   | Lake Placid  | Alysia Rissling     | Ashleigh Werner     | Brittany Reinbolt          |
| 12. | 18 grudnia 2021        | Altenberg    | Christine de Bruin  | Cynthia Appiah      | Kaillie Humphries          |
| 13. | 1 stycznia 2022        | Sigulda      | Christine de Bruin  | Breeana Walker      | Nadieżda Siergiejewa       |
| 14. | 6 – 7 stycznia 2022    | Igls         | Stephanie Schneider | Ashleigh Werner     | Margot Boch                |
| 14. | 6 – 7 stycznia 2022    | Igls         | Margot Boch         | Stephanie Schneider | Ashleigh Werner            |
| 15. | 8 stycznia 2022        | Winterberg   | Elana Meyers-Taylor | Breeana Walker      | Laura Nolte                |
| 16. | 14 stycznia 2022       | Winterberg   | Simidele Adeagbo    | Georgeta Popescu    | Lidija Hunko               |
| 17. | 15 stycznia 2022       | Sankt Moritz | Kaillie Humphries   | Elana Meyers-Taylor | Cynthia Appiah             |

## Klasyfikacja
| Miejsce | Zawodniczka          | WHI | WHI | WHI | LIL | LIL | IGL | PCI | PCI | ALT | IGL | WIN | ALT | WIN | SIG | LPD | LPD | LPD | ALT | SIG | IGL | IGL | WIN | WIN | STM | Punkty |
| ------- | -------------------- | --- | --- | --- | --- | --- | --- | --- | --- | --- | --- | --- | --- | --- | --- | --- | --- | --- | --- | --- | --- | --- | --- | --- | --- | ------ |
| 1       | Elana Meyers-Taylor  | –   | –   | –   | –   | –   | 1.  | –   | –   | –   | 1.  | –   | 6.  | 1.  | –   | –   | –   | –   | 12. | –   | –   | –   | 1.  | –   | 2.  | 1110   |
| 2       | Kaillie Humphries    | –   | –   | –   | –   | –   | 2.  | –   | –   | –   | 6.  | –   | 1,  | 13. | –   | –   | –   | –   | 3.  | –   | –   | –   | 4.  | –   | 1.  | 1052   |
| 3       | Cynthia Appiah       | –   | –   | –   | –   | –   | 4.  | –   | –   | –   | 5.  | –   | 2.  | 3.  | –   | –   | –   | –   | 2.  | –   | –   | –   | 5.  | –   | 3.  | 1012   |
| 4       | Christine de Bruin   | –   | –   | –   | –   | –   | 7.  | –   | –   | –   | 4.  | –   | 4.  | 9.  | –   | –   | –   | –   | 1.  | 1.  | –   | –   | 8.  | –   | 6.  | 1010   |
| 5       | Breeana Walker       | –   | –   | –   | –   | –   | 6.  | –   | –   | –   | 3.  | 1.  | –   | 2.  | –   | –   | –   | –   | –   | 2.  | –   | –   | 2.  | –   | 7.  | 1006   |
| 6       | Laura Nolte          | –   | –   | –   | –   | –   | 3.  | –   | –   | –   | 2.  | –   | 3.  | 4.  | –   | –   | –   | –   | 4.  | –   | –   | –   | 3.  | –   | 5.  | 1002   |
| 7       | Nadieżda Siergiejewa | –   | –   | –   | –   | –   | 9.  | –   | –   | –   | 7.  | –   | 5.  | 5.  | –   | –   | –   | –   | 10. | 3.  | –   | –   | 7.  | –   | 8.  | 904    |
| 8       | Melissa Lotholz      | –   | –   | –   | –   | –   | 5.  | –   | –   | –   | 11. | –   | 18. | 6.  | –   | –   | –   | –   | 9.  | –   | –   | –   | 6.  | –   | 11. | 824    |
| 9       | Mariama Jamanka      | –   | –   | –   | –   | –   | 11. | –   | –   | –   | 16. | –   | 13. | 7.  | –   | –   | –   | –   | 7.  | –   | –   | –   | 9.  | –   | 4.  | 816    |
| 10      | Melanie Hasler       | –   | –   | –   | –   | –   | 8.  | –   | –   | –   | 8.  | –   | 8.  | 14. | –   | –   | –   | –   | 11. | –   | –   | –   | 13. | –   | 9.  | 768    |
| ...     |                      |     |     |     |     |     |     |     |     |     |     |     |     |     |     |     |     |     |     |     |     |     |     |     |     |        |